# Пътеводител за заблудените
Пътеводител за заблудените (на арабски: دلالة الحائرين, далалат ал-хаирин; на иврит: מורה נבוכים, Море невухим) е един от трите основни труда на определяния като най-значим средновековен еврейски книжовник и философ Маймонид.
Написан е около 1190 година на юдео-арабски език под формата на писмо от три части до ученика на Маймонид Йосиф бен Юда. Текстът е основният източник за философските възгледи на Маймонид и е най-популярната му книга извън еврейския свят, тъй като идеите му теодицеята и отношението между философия и религия излизат извън рамките на богословието на юдаизма. След написването ѝ „почти всеки философски труд през остатъка от Средновековието цитира, коментира или критикува възгледите на Маймонид“.